# 1,3-dicloropropeno
El 1,3-dicloropropeno, comercializado con diversos nombres, es un compuesto organoclorado. Es un líquido incoloro de olor dulce. Se disuelve en agua y se evapora fácilmente. Se utiliza principalmente en la agricultura como pesticida, específicamente como fumigante y nematicida antes de la siembra. Se usa ampliamente en Estados Unidos y otros países, pero está en proceso de eliminación en la Unión Europea.

## Producción, propiedades químicas, biodegradación
Es un subproducto en la cloración de propeno para producir cloruro de alilo. Suele obtenerse como una mezcla de los isómeros geométricos, denominados Z-1,3-dicloropropeno, y E-1,3-dicloropropeno. Aunque se aplicó por primera vez en la agricultura en la década de 1950, han evolucionado al menos dos vías de biodegradación. Una vía degrada el clorocarbono a acetaldehído a través del ácido cloroacrílico.

## Seguridad
El TLV-TWA para el 1,3-dicloropropeno (DCP) es de 1 ppm. Es un irritante de contacto. Se ha informado una amplia gama de complicaciones.

### Carcinogenicidad
La evidencia de la carcinogenicidad del 1,3-dicloropropeno en humanos es inadecuada, pero los resultados de varios bioensayos de cáncer proporcionan evidencia adecuada de carcinogenicidad en animales. En los Estados Unidos el Departamento de Salud y Servicios Humanos (DHHS) ha determinado que se puede anticipar razonablemente que el 1,3-dicloropropeno es carcinógeno. La Agencia Internacional para la Investigación del cáncer (IARC) ha determinado que el 1,3-dicloropropeno es posiblemente cancerígeno para los humanos. La EPA ha clasificado al 1,3-dicloropropeno como probable carcinógeno humano.

## Uso
El 1,3-dicloropropeno se usa como plaguicida en los siguientes cultivos: 
| Cultivos         | Libras (lb) | ¿Pesticida primario? |
| ---------------- | ----------- | -------------------- |
| Tabaco           | 12,114,887  | Si                   |
| Papas            | 12,044,736  | Si                   |
| Caña de azúcar   | 5,799,613   | Si                   |
| Algodón          | 3,735,543   | Si                   |
| Nueces           | 3,463,003   | Si                   |
| Papa dulce       | 1,210,872   | Si                   |
| Cebolla          | 674,183     | Si                   |
| Zanahorias       | 531,752     | Si                   |
| Sandía           | 133,801     | No                   |
| Cantalupo        | 121,395     | No                   |
| Cucumbers        | 76,735      | No                   |
| Fresas           | 71,753      | No                   |
| Pimientos dulces | 28,247      | No                   |
| Melón            | 12,471      | No                   |
| Zarzamoras       | 3,090       | No                   |
| Asparagus        | 1,105       | No                   |

## Contaminación
La ATSDR tiene disponible amplia información sobre contaminación. Frecuencia de sitios NPL con contaminación por 1,3-dicloropropeno.

## Historial del mercado
Bajo la marca Telone, 1,3-D fue uno de los productos de Dow AgroSciences hasta la fusión con DowDuPont. Luego se escindió con Corteva y, a partir de 2020, obtuvo la licencia de Telos Ag Solutions y ya no es un producto de Corteva.